# Dawn Summers
Pour les articles homonymes, voir Summers.
Dawn Summers est un personnage fictif créé pour la série télévisée Buffy contre les vampires. Dawn est interprétée par l'actrice Michelle Trachtenberg et doublée en version française par Chantal Macé. Elle apparaît au générique des trois dernières saisons de la série comme l'un de ses personnages principaux.

## Biographie fictive
L'arrivée de Dawn est annoncée de façon cryptique lors de deux rêves faits par des personnages dans la saison 4. Dans l'épisode Une revenante, partie 1, Faith rêve qu'elle et Buffy préparent le lit pour l'arrivée de la sœur cadette ; et dans l'épisode Cauchemar, lors du rêve de Buffy, Tara lui dit de revenir avant l'aube (dawn en anglais).

### Saison 5
Dawn apparaît brutalement dans la 5e saison de Buffy contre les vampires à la fin de l'épisode Buffy contre Dracula. Âgée de 14 ans, elle est la sœur cadette de Buffy et souffre de vivre dans son ombre. Dans son journal intime, elle écrit ce qu'elle pense de Buffy et ses amis. Pendant plusieurs épisodes, rien n'est révélé au téléspectateur sur cette apparition soudaine alors que tout son entourage, sa famille et le Scooby Gang, agissent comme s'ils la connaissaient depuis des années. C'est au cours de l'épisode Sœurs ennemies que Buffy découvre que Dawn a été en fait créée par des moines à partir d'une énergie mystique. Elle est la Clé que recherche la déesse Gloria, celle qui ouvre les portes entre les dimensions. Les moines ont introduit Dawn dans la famille de Buffy, créant des souvenirs de toutes pièces, car ils savaient qu'elle la protégerait. Même si Buffy sait que Dawn existe depuis peu dans sa vie, elle continue de l'aimer comme une sœur et, même si elle finit par révéler au reste du groupe la vérité, elle ne dit rien à Dawn. Mais Dawn, sentant qu'on lui cache quelque chose, finit par apprendre sa véritable nature au cours de l'épisode la Clé. Par ailleurs, c'est Dawn qui, ayant passé beaucoup de temps avec Spike, dont elle se sent proche, déclare à Buffy que le vampire est amoureux d'elle. Buffy, qui au début a du mal à la croire, comprend que sa sœur cadette a vu juste (épisode La Déclaration). 
Très affectée par la mort de Joyce, Dawn essaie de la ramener à la vie (épisode Pour toujours) par la magie noire avant de comprendre qu'il faut accepter le cours naturel des choses et de se rapprocher de Buffy. Mais Gloria, ayant fini par apprendre que Dawn est la Clé qu'elle recherche, est à sa poursuite, ainsi que les Chevaliers de l'Ordre de Byzantium, qui eux, cherchent la Clé pour la détruire. Gloria finit par s'emparer de Dawn à la fin de l'épisode la Spirale et la prépare pour le rituel qui doit ouvrir la porte vers sa dimension. Dans le dernier épisode de la saison, Buffy donne sa vie pour sauver sa sœur, plongeant dans la sphère d'énergie pour fermer le portail de son sang, car les moines avaient créé Dawn à partir de celui-ci.

### Saison 6
Après la mort de Buffy, Dawn est sous la responsabilité du Scooby Gang et de Spike, qui avait promis à Buffy de la protéger. Après la résurrection de Buffy, Dawn est tout d'abord folle de joie mais elle se sent vite délaissée par elle ainsi que par les autres membres du groupe, car tous ont leurs propres soucis à ce moment-là. Dawn commence alors à se livrer à la kleptomanie (y compris dans la boutique de magie de Giles et Anya) et fait diverses bêtises, comme celle de sortir avec un garçon (avec qui elle connaît son premier baiser) qui s'avère en fait être un vampire et qu'elle est obligée de tuer (épisode Baiser mortel). Même Willow, qui prenait bien soin de Dawn, va la mettre en grand danger à cause de son addiction à la magie dans l'épisode Dépendance. 
Le sentiment d'abandon que connaît Dawn connaît son paroxysme dans l'épisode Sans issue où le souhait qu'elle fait à Halfrek, que ses amis ne puissent la quitter, se retourne contre tout le monde. C'est également dans cet épisode que les autres découvrent sa kleptomanie, Buffy l'obligeant par la suite à rendre tout ce qu'elle a volé. Dawn commence alors à aller mieux et se plonge, comme l'avaient fait les amis de sa sœur avant elle, dans les livres de sorcellerie et de démonologie, aidant le Scooby Gang par ses recherches. Dans le dernier épisode de la saison, elle démontre à Buffy qu'elle a des capacités de combattante et Buffy comprend qu'elle a cherché à la protéger du monde au lieu de le lui faire découvrir.

### Saison 7
Dawn qui a mûri, rentre désormais au tout nouveau lycée de Sunnydale, et Buffy l'emmène en patrouille avec elle, l'initiant à la chasse aux vampires. Buffy la charge de quelques missions, comme celle de se lier d'amitié avec Cassie Newton dans l'épisode la Prédiction, ce qui n'empêche pas Dawn d'avoir quelques mésaventures, comme dans l'épisode Folles de lui où elle est victime d'un sort et manque de se suicider. Elle pratique également un exorcisme sur la Force, qui se faisait passer pour sa mère, lors de l'épisode Connivences.   
Après l'arrivée des Tueuses Potentielles dans la maison Summers, elle croit en être une l'espace d'un épisode (la Relève) et se sent à nouveau mise à part quand elle s'aperçoit qu'elle n'en est pas une avant qu'Alex ne lui explique à quel point c'est difficile d'être les deux seuls du groupe à ne pas avoir de pouvoirs et qu'être « normal » est le plus lourd des fardeaux. Même si elle n'est pas une tueuse potentielle, elle se montre douée pour le combat, à force d'observer sa sœur. Avant le combat final, Buffy cherche à l'éloigner en demandant à Alex de l'emmener loin de Sunnydale mais Dawn refuse de laisser sa sœur. Elle participe donc à la dernière bataille, réussissant même à tuer un Turok-Han à l'aide d'une épée.

### Comics
On la retrouve dans les comics de la saison 8 de Buffy où elle devient géante à la suite d'une malédiction jetée par Kenny, son petit ami qui se trouve être un démon. Elle subit ensuite deux nouvelles transformations, en centaure puis en poupée. Buffy, Willow et Andrew retrouvent Kenny et celui-ci annule sa malédiction. Par la suite, Dawn entame une relation avec Alex et ils emménagent ensemble à la fin de la saison 8.
Dans la saison neuf, Dawn est de plus en plus ignorée par ses proches. Elle tombe ensuite malade et il s'avère que c'est la disparition de la magie sur Terre qui est la cause de ses problèmes. Dawn dépérit peu à peu et, pour lui sauver la vie, Buffy, Alex et Willow partent pour le Puits sépulcral dans l'espoir d'y trouver suffisamment de magie pour la guérir. Pendant ce temps, Spike veille sur elle. À la suite du retour de la magie, Willow guérit Dawn grâce à un sortilège conjugué à du sang de Buffy. Aux yeux d'Alex, Dawn semble cependant changée.

## Caractérisation
Dawn est un personnage important des trois dernières saisons. Elle réintroduit l'adolescence avec ses questions, ses doutes, son mal-être, quand Buffy devient une adulte, avec des problèmes d'adulte, comme « comment payer les factures ? ». Alors que Buffy vivait avec le poids de sa mission, Dawn vit dans l'ombre de la mission de sa sœur et cherche à s'affirmer. Mais elle devient vite un acteur de la mission de Buffy, comme le sont Willow, devenue une puissante sorcière et Alex, l'ami fidèle et généreux, soutien des troupes, grâce aux connaissances qu'elle développe en matière, notamment, de mythologie démoniaque. 
Cependant, Dawn est avant tout une Summers et son lien avec Buffy est d'une autre envergure, ce qui permet d'aborder la thématique de la famille. Quand des tensions se font sentir, dans la saison 7, Dawn demande à Buffy de partir, pensant que Buffy a besoin d'une pause, et qu'elle ne peut momentanément plus assurer le rôle de chef. En règle générale, elle se montre toujours fidèle et aimante envers sa sœur, tout en prouvant maintes fois qu'elle est du même sang que la Tueuse. Pour Nikki Stafford, Dawn a beaucoup évolué au cours de la série, passant du statut d'adolescente casse-pieds dans la saison 5, puis encore plus difficile dans la saison 6, à une plus grande maturité dans la saison 7, s'occupant de ses problèmes de meilleure grâce que Buffy ne le faisait au même âge qu'elle.
Le personnage n'a jamais été très populaire parmi les fans de la série en raison de son caractère boudeur et pleurnichard pendant la plus grande partie des saisons 5 et 6. Elle figure à la 16e place du classement des personnages de séries télévisées les plus agaçants du magazine Entertainment Weekly.